# Cold Spring (Minnesota)
Cold Spring és una població dels Estats Units a l'estat de Minnesota. Segons el cens del 2000 tenia 2.975 habitants.

## Demografia
Segons el cens del 2000, Cold Spring tenia 2.975 habitants, 1.116 habitatges, i 785 famílies. La densitat de població era de 552,2 habitants per km².
Dels 1.116 habitatges en un 36,9% hi vivien nens de menys de 18 anys, en un 58,1% hi vivien parelles casades, en un 8,6% dones solteres, i en un 29,6% no eren unitats familiars. En el 26,3% dels habitatges hi vivien persones soles el 16,6% de les quals corresponia a persones de 65 anys o més que vivien soles. El nombre mitjà de persones vivint en cada habitatge era de 2,56 i el nombre mitjà de persones que vivien en cada família era de 3,11.
Per edats la població es repartia de la següent manera: un 27,8% tenia menys de 18 anys, un 7,2% entre 18 i 24, un 26,6% entre 25 i 44, un 17,4% de 45 a 60 i un 21% 65 anys o més.
L'edat mediana era de 37 anys. Per cada 100 dones de 18 o més anys hi havia 84,2 homes.
La renda mediana per habitatge era de 37.500 $ i la renda mediana per família de 50.268 $. Els homes tenien una renda mediana de 32.225 $ mentre que les dones 23.500 $. La renda per capita de la població era de 18.308 $. Entorn de l'1,9% de les famílies i el 3,3% de la població estaven per davall del llindar de pobresa.

## Poblacions més properes
El següent diagrama mostra les poblacions més properes.